# Cupido fulla
Cupido fulla är en fjärilsart som beskrevs av Edwards 1871. Cupido fulla ingår i släktet Cupido och familjen juvelvingar. Inga underarter finns listade i Catalogue of Life.